# 水谷弘
水谷 弘（みずたに ひろし、1942年10月11日 - 2008年9月11日 ）は、日本の政治家。公明党衆議院議員（2期）。土木コンサルティング技術者。

## 経歴
栃木県出身。1965年宇都宮大学農学部卒。同年栃木県庁に入り、土木部に配属される。
1973年に栃木県庁を退職し、土木設計事務所を開く。
1974年の第10回参議院議員通常選挙に公明党公認で栃木県選挙区から立候補したが、2位当選者にすら遠く及ばず落選。
1976年の第34回衆議院議員総選挙でも公明党公認で旧栃木1区から立候補したが、定数5に対して立候補者7人中6位で落選。
1983年の第37回衆議院議員総選挙では引退した和田一郎の後継として旧栃木1区から旧栃木2区に選挙区を変えて立候補し、衆議院議員に初当選。
1986年の第38回衆議院議員総選挙でも再選。
1990年の第39回衆議院議員総選挙では得票数を減らして落選し、政界を引退。
2008年死去。